# Toul

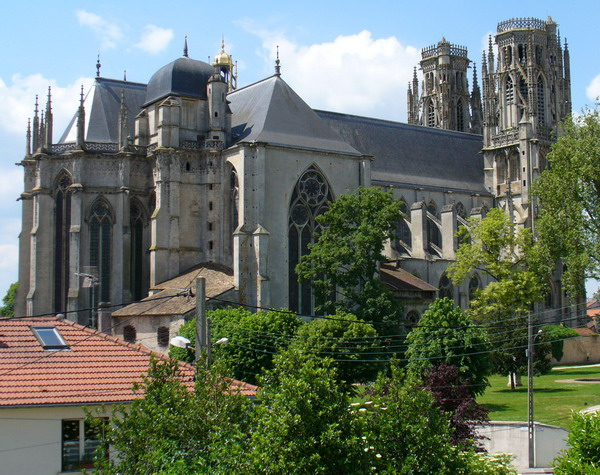
Katedra św. Stefana w Toul

Toul (niem. Tull) – miejscowość i gmina we Francji, w regionie Grand Est, w departamencie Meurthe i Mozela.
Według danych na rok 1990 gminę zamieszkiwało 17 281 osób, a gęstość zaludnienia wynosiła 565 osób/km² (wśród 2335 gmin Lotaryngii Toul plasuje się na 13. miejscu pod względem liczby ludności, natomiast pod względem powierzchni na miejscu 59.).
Biskup diecezji Nancy-Toul, jako jeden z czterech na świecie, ma prawo do noszenia racjonału.

## Miasta partnerskie
- Hamm, Niemcy